# Julius-Leber-Kaserne (Berlin)
Die Julius-Leber-Kaserne im Berliner Ortsteil Wedding ist die größte Kaserne der Bundeswehr in der deutschen Hauptstadt. Die Kaserne befindet sich direkt südöstlich des ehemaligen Flughafens Berlin-Tegel und wird vom Kurt-Schumacher-Damm sowie dem Charles-Corcelle-Ring begrenzt. Die Kaserne ist nach dem SPD-Politiker und Widerstandskämpfer Julius Leber benannt und steht unter Denkmalschutz. Sie beherbergt 36 Dienststellen der Bundeswehr.
Ab 1896 war auf dem Gelände mit dem Namen Kaserne Reinickendorf das Luftschifferbataillon Nr. 1 untergebracht. In der Zeit des Nationalsozialismus wurde ab 1936 eine großräumige Kasernenanlage errichtet, die Hermann-Göring-Kaserne. Von 1945 bis 1994 unterhielten dort die französischen Streitkräfte mit dem Quartier Napoléon ihr Hauptquartier in Berlin.

## Geschichte

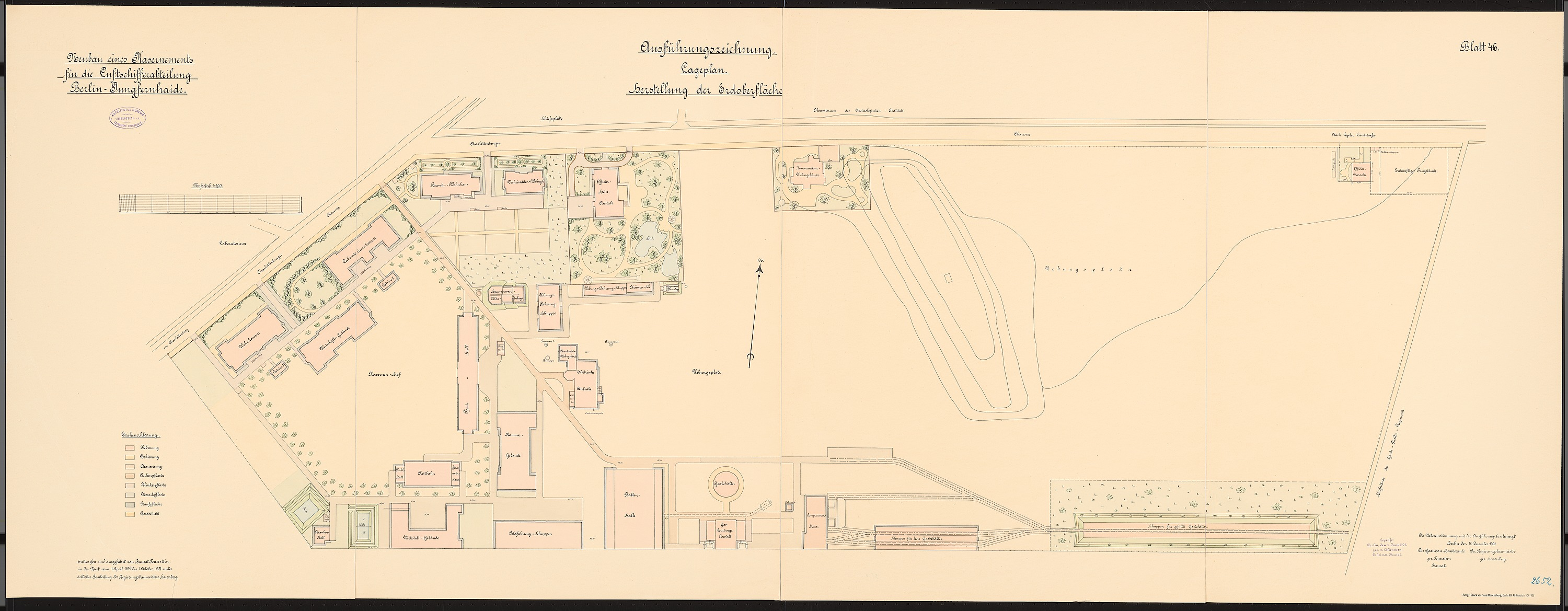
Lageplan der Kaserne für das Luftschiffer-Bataillon, 1904

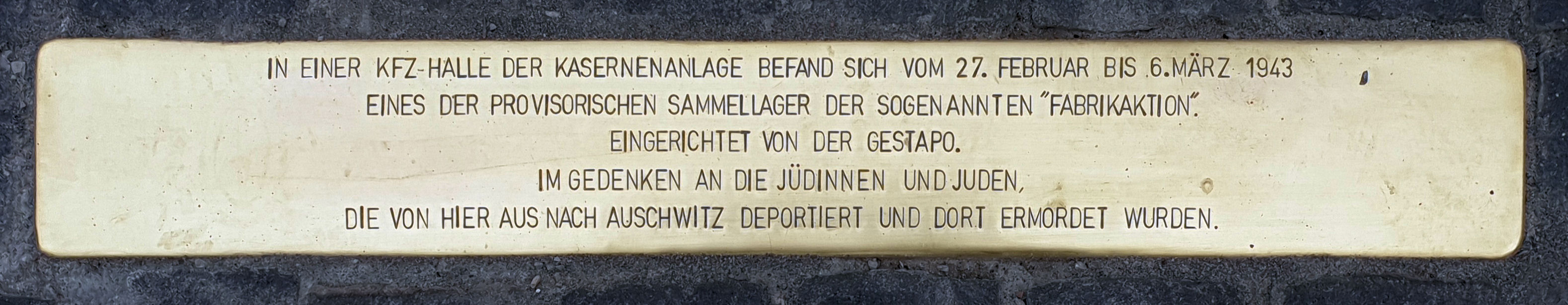
Stolperschwelle vor der Kaserne in Erinnerung an die Fabrikaktion der Gestapo.

Das Gebiet der Jungfernheide wurde schon im 19. Jahrhundert militärisch genutzt. 1896 wurde hier mit dem Luftschifferbataillon Nr. 1 der erste fliegende Verband der deutschen Militärgeschichte in einer neu errichteten Kaserne untergebracht. Nach dem Ende des Ersten Weltkriegs wurde dem Deutschen Reich im Versailler Vertrag die Unterhaltung von Luftstreitkräften verboten. Ab 1928 wurde das Gelände durch die Polizei genutzt, die Luftschiffhangars wurden abgerissen.

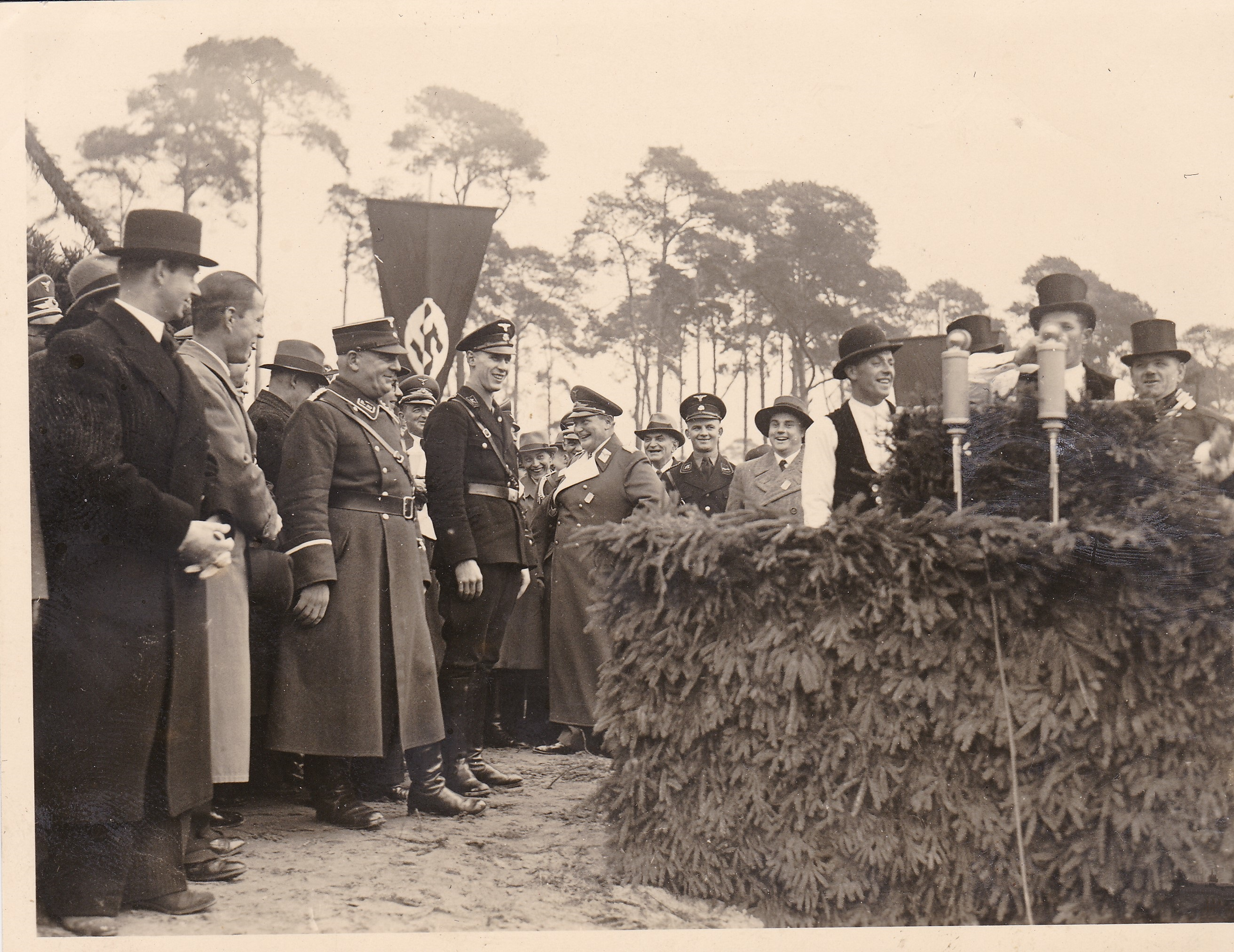
Grundsteinlegung für die Erweiterungsbauten, um 1935

Von 1936 bis 1939 wurde auf dem Gelände eine großräumige Kasernenanlage für das aus der Landespolizei gebildete Infanterie-Regiment „General Göring“ der Luftwaffe (später: Fallschirm-Panzer-Division 1 Hermann Göring) errichtet. Der Entwurf stammte von Oberbaurat Schneidt und sah 130 um eine Mittelachse angeordnete Gebäude vor. Auf dem Gelände befindet sich auch eine Sportanlage mit Laufbahn und Freischwimmbad. Das dreieckige Gelände wird von einer ovalen Ringstraße erschlossen, deren schmaleres Ende auf das Eingangsgebäude an der Nordostecke des Geländes weist.
Eine Fahrzeughalle der Kaserne diente als eines der Sammellager bei der sogenannten Fabrikaktion, der Verhaftung der bis dahin von der Deportation verschonten letzten Berliner Juden 1943.

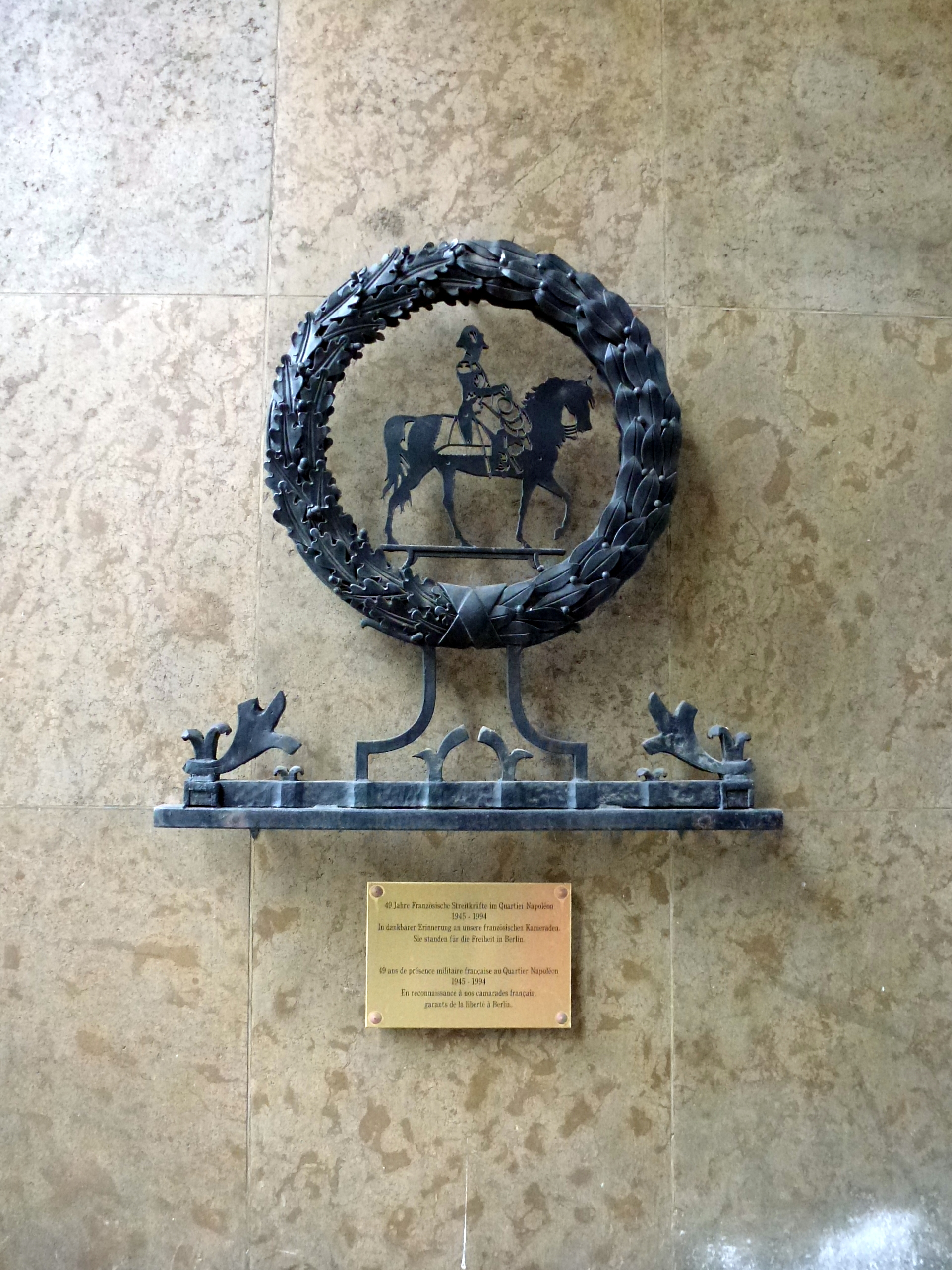
Julius-Leber-Kaserne, Medaillon zur Erinnerung an die französischen Streitkräfte

Nach der bedingungslosen Kapitulation der Wehrmacht und der alliierten Besetzung Berlins richtete die französische Armee hier ab August 1945 das „Quartier Napoléon“ als Hauptquartier der Forces Françaises à Berlin ein. Von 1945 bis 1955 stellten sie die durch den Krieg und die Besetzung durch die Rote Armee stark beschädigte Anlage wieder her. Südlich der Anlage erbauten die Franzosen die Wohnanlage Cité Joffre. Im Quartier Napoléon war ab 1945 ein Luftwaffenkommando stationiert, das den Flughafen Tegel als französischen Militärflugplatz aufbaute. 1947 kam das 46. Infanterieregiment sowie 1955 das 11. Jägerregiment hinzu. Beide Einheiten waren entsprechend ihrer Mission auf den Stadtkampf und die Panzerabwehr spezialisiert. Weitere französische Einheiten in der Kasernenanlage waren Pioniere, ein Versorgungsbataillon sowie die Militärgendarmerie, die auch den Dienst an der Sektorengrenze verrichtete. Auch der französische Militärrundfunk Radio ffb sendete aus dem Quartier Napoléon, meist als Relaisstation und ohne eigene Redaktion.
Nach dem Abzug der alliierten Truppen übernahm 1994 die Bundeswehr das Gelände. Am 5. Januar 1995, dem 50. Todestag von Julius Leber, wurde die Kaserne in Anwesenheit von Altbundeskanzler Helmut Schmidt, der Tochter von Julius Leber sowie des damaligen Bundesverteidigungsministers Volker Rühe in Julius-Leber-Kaserne umbenannt.
Seit dem 14. Juli 2022 befindet sich in der Kaserne eine kleine militärhistorische Sammlung unter dem Titel „49 Jahre französische Streitkräfte in Berlin 1945-1994“, die anhand von zeitgenössischen Fotoaufnahmen, Exponaten der verschiedenen militärischen Dienststellen des Quartier Napoléon und Berichten über den Dienstalltag vor allem die Geschichte des Standorts unter französischer Regie bis in die 1990er Jahre zeigt.
Am 5. März 2024 wurde vor der Kaserne eine Stolperschwelle verlegt, die an das Sammellager während der Fabrikaktion 1943 erinnert.

## Dienststellen

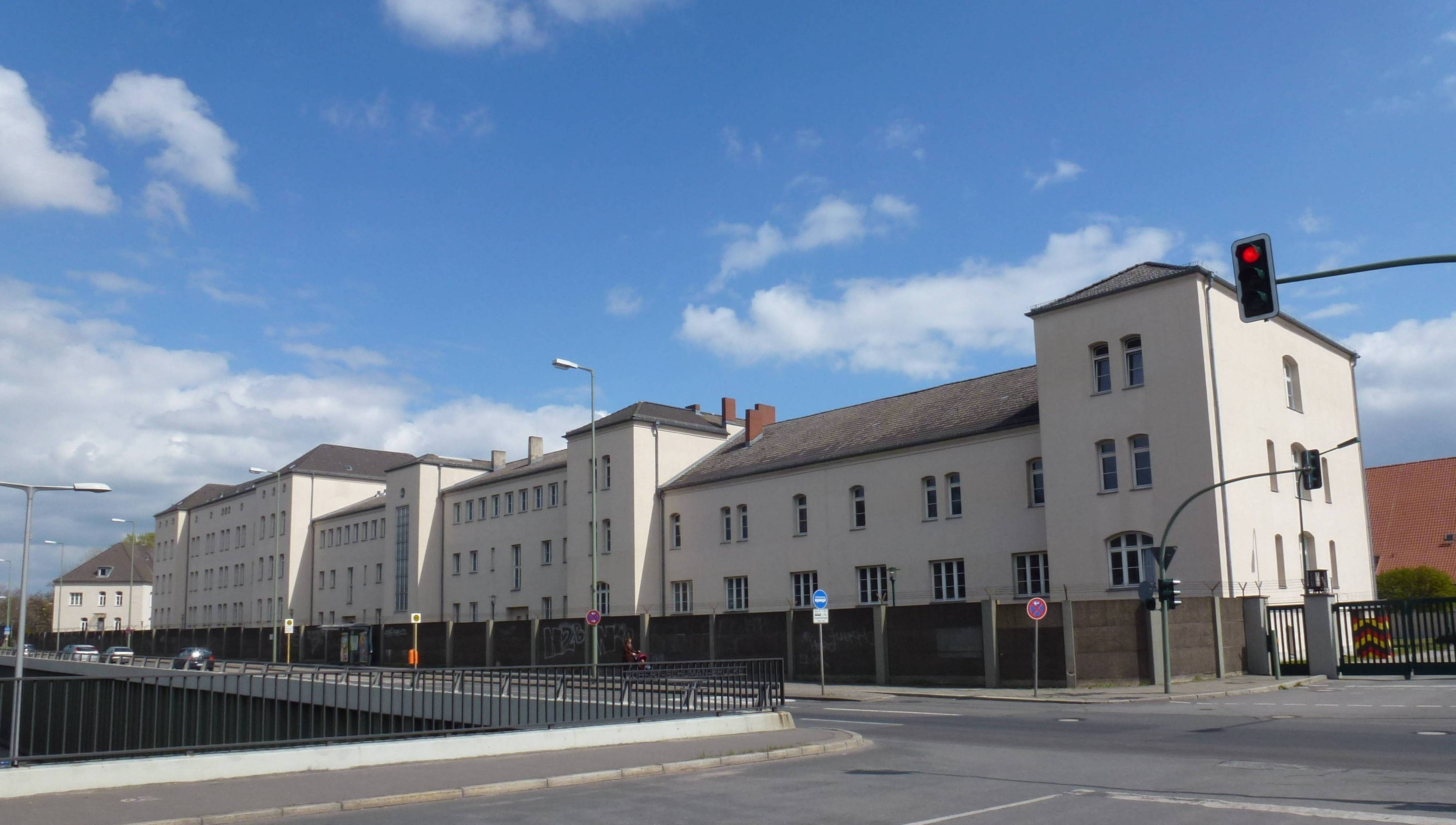
Unterkunftsgebäude des Wachbataillons

Am Standort sind gegenwärtig unter anderem das Wachbataillon beim Bundesministerium der Verteidigung (Stab, 1. bis 7. Kompanie; 8. und 9. Kompanie als Ergänzungstruppenteile) sowie das Feldjägerregiment 1 (Stab, 1. bis 3. und 13. Kompanie; 10. bis 12. Kompanie als Ergänzungstruppenteile) stationiert. Nach der Auflösung des Kommando Territoriale Aufgaben der Bundeswehr im September 2022 hatte hier das Territoriale Führungskommando der Bundeswehr seinen Sitz. Dieses wurde zum 30. März 2025 aufgelöst und ging über in das Operative Führungskommando der Bundeswehr. Dieses hat seinen Sitz ebenfalls in der Julius-Leber-Kaserne, sowie in der Henning-von-Tresckow-Kaserne. Das Landeskommando Berlin und das Berliner Bundeswehr-Dienstleistungszentrum sind ebenfalls in der Kaserne untergebracht, ebenso das Gästehaus des Bundesministeriums der Verteidigung. Weitere Dienststellen in der Kaserne sind:
- Stabsmusikkorps der Bundeswehr
- Sanitätsunterstützungszentrum Berlin
- Katholisches Militärdekanat Berlin
- Katholisches Militärpfarramt Berlin I
- Evangelisches Militärpfarramt Berlin I
- Sportfördergruppe der Bundeswehr Berlin
- Zentralredaktion Marine
- Unterstützungspersonal Standortältester Berlin
- Ausbildungszentrum Politische Bildung Berlin

Die Kaserne ist zudem der Ausweichdienstsitz des Bundeskanzleramtes für den Fall der Nichtnutzbarkeit der momentan genutzten Immobilie.